# استثمار بديل

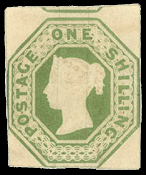

الاستثمار البديل أو صندوق الاستثمار البديل (AIF) هو استثمار أو صندوق يستثمر في فئات الأصول البديلة عن الأسهم والسندات و النقدية المعادلة. إن المصطلح واسع نسبياً ويتضمن أصول ملموسة مثل المعادن النفيسة والأعمال الفنية والنبيذ والتحف والعملات المعدنية أو حتى الطوابع وبعض الأصول المالية مثل العقارات والسلع والأسهم الخاصة والسندات المالية المتعثرة والمحافظ الوقائية وصناديق التبادل وائتمانات الكربون ورأس المال الاستثماري وصناعة الأفلام والمشتقات المالية والعملات المشفرة. توصف الاستثمارات في العقارات والحراجة والشحن غالبًا بأنها «بديلة» على الرغم من الاستخدام القديم لهذه الأصول الحقيقية لتعزيز الثروة والحفاظ عليها. في القرن الماضي، برز الماس الملون الفاخر كصنف استثمار بديل أيضاً. ويجب على الاستثمارات البديلة أن تتناقض مع الاستثمارات التقليدية.

## البحث
نظراً لكون تعريف الاستثمارات البديلة واسع الأبعاد، تبدي البيانات والأبحاث تبايناً كبيراً بين فئات الاستثمار. على سبيل المثال، قد تفتقر الاستثمارات في مجال الفن والنبيذ إلى بيانات عالية الجودة. أنشأت كلية غوزويتا لإدارة الأعمال في جامعة إيموري مركز إيموري للاستثمارات البديلة بتوفير البحوث ومنتدى للنقاش حول الأسهم الخاصة والمحفظة الوقائية ومشاريع رأس المال الاستثمارية.

## الوصول إلى الاستثمارات البديلة
في السنوات الأخيرة، فتح نمو التمويل البديل سُبلاً جديدة للاستثمار في البدائل. وتشتمل هذه السبل على ما يلي:

### التمويل الجماعي القائم على الأسهم
تسمح منصات التمويل الجماعي القائم على الأسهم «للجماعة» بمراجعة فرص الاستثمار التي يقدمها رواد الأعمال في المراحل المبكرة وتمكّنهم من شراء حصة أسهم في العمل. عادةً ما تعمل المنصة عبر الإنترنت كوسيط بين المستثمرين والمؤسسين. تختلف هذه المنصات تبعاً لمقدار الجهود المبذولة اختلافاً كبيراً في أنواع الفرص التي ستوفرها للمستثمرين وفي درجة حماية المستثمرين المتاحة والحد الأدنى لحجم الاستثمار، وما إلى ذلك. شهدت منصات التمويل الجماعي القائم على الأسهم حجماً كبيراً من النجاح في المملكة المتحدة، وذلك بعد صدور قانون العمل الثالث في أوائل عام 2016، وقد بدأت الآن في اكتساب قوة في الولايات المتحدة الأمريكية.

### صناديق SEIS و EIS
تؤمن صناديق SEIS و EIS المتواجدة فقط في المملكة المتحدة، طريقة تخضع لتكلفة ضريبية أقل للاستثمار في مشاريع المرحلة المبكرة. تعمل هذه الصناديق بشكل كبير مثل صناديق رأس المال الاستثماري، مع الفائدة الإضافية المتمثلة في الحصول على حوافز ضريبية حكومية للاستثمار وحماية تخفيف الخسائر في حال فشل الشركات المستثمرة. تساعد هذه الصناديق في تنويع تعرض المستثمر من خلال الاستثمار في مشاريع مبكرة متعددة. تُفرض الرسوم عادةً من قبل فريق الإدارة على المشاركة في الصندوق، ويمكن أن تصل هذه الرسوم إلى ما يتراوح بين 15% و 40% من قيمة الصندوق على مدار حياته.

### الأسهم الخاصة
تتكون الأسهم الخاصة من استثمارات خاصة واسعة النطاق ضمن شركات غير مدرجة مقابل حقوق الملكية. عادة ما تُشكَّل الصناديق الخاصة من خلال جمع الأموال من المستثمرين المؤسساتيين مثل الأفراد ذوي الرصيد المالي الضخم وشركات التأمين وصناديق التقاعد. تُستخدم الأموال إلى جانب الأموال المقترضة وأموال شركة الأسهم الخاصة نفسها للاستثمار في الأعمال التي يعتقدون أنها تتمتع بإمكانات نمو عالية. في أوروبا، يعتبر رأس المال الاستثماري والاستحواذ الداخلي والخارجي بمثابة أسهم خاصة.

### البنية التحتية كفئة أصول
نمت فكرة «البنية التحتية كفئة أصول» بشكل مطرد في السنوات الماضية. ولكن حتى الآن، كان هذا التطور حفاظاً على المستثمرين المؤسساتيين: صناديق التقاعد وشركات التأمين وصناديق الثروة السيادية، مع إمكانية وصول محدودة للغاية إلى العملاء ذوي الرصيد المالي الضخم (باستثناء عدد قليل من مكاتب العائلات  الثرية).

### الفن
في إحدى الوثائق لعام 1986، استخدم ويليام باومول طريقة البيع المتكرر وقارن سعر 500 لوحة بيعت على مدار 410 سنوات قبل أن يستنتج أن متوسط العائد السنوي الحقيقي للفن كان 0.55%. حددت دراسة أخرى للّوحات الزيتية عالية الجودة التي بيعت في السويد بين عامي 1985 و 2016 أن متوسط العائد كان 0.6 % سنويا. ومع ذلك، تتضارب آراء مالكي المعارض الفنية في بعض الأحيان حول فكرة التعامل مع العمل الفني كاستثمار. ومن المعروف أيضاً عن الفن صعوبة تقدير قيمته، وهناك بعض العوامل التي يجب أخذها بعين الاعتبار عند تقييم الفن.

## المستثمرون

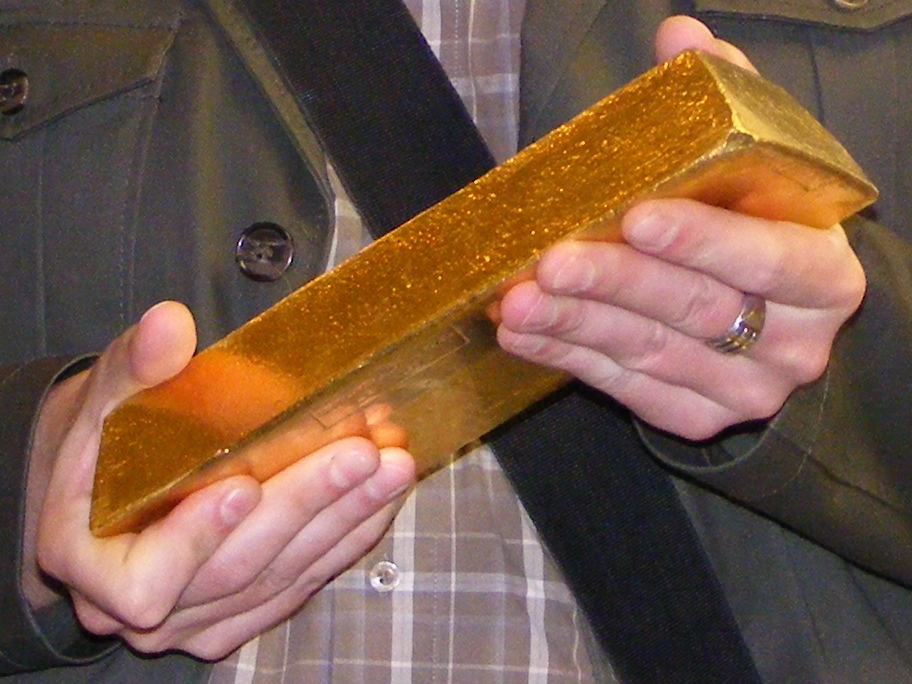
سبيكة ذهبية بوزن 12.5 كجم: خيار شائع للمستثمرين في الاستثمار البديل

أظهر «تقرير ميريل لينش/ كابجيميني إرنست آند يونغ للثروة العالمية لعام 2003» استناداً إلى بيانات عام 2002، أن العملاء ذوي الرصيد المالي الضخم، حسب ما ورد في التقرير، لديهم 10% من أصولهم المالية ضمن استثمارات بديلة. بما يخدم أهداف التقرير، فقد اشتملت الاستثمارات البديلة على «المنتجات المهيكلة والأشياء الثمينة الفاخرة والمقتنيات والمحافظ الوقائية والعقود الآجلة والمعادن الثمينة». بحلول عام 2007، انخفضت هذه النسبة إلى 9%. لم تُقدّم أيّ توصيات ضمن أي تقرير حول مقدار الأموال التي يجب على المستثمرين وضعها في استثمارات بديلة.

## الخصائص
تُستخدم الاستثمارات البديلة أحيانًا كوسيلة للحد من مخاطر الاستثمار الإجمالية من خلال سياسة التنويع.
قد تشمل بعض خصائص الاستثمارات البديلة ما يلي:
- ارتباط ضعيف مع الاستثمارات المالية التقليدية مثل الأسهم والسندات
- قد يكون من الصعب تحديد القيمة السوقية الحالية للأصل
- الاستثمارات البديلة قد تكون غير مُسالة نسبياً (انظر «البدائل السائلة»)
- قد تكون تكاليف الشراء والبيع مرتفعة نسبياً
- قد يوجد هناك مخاطر تاريخية محدودة وبيانات العائدات
- قد تتطلب درجة عالية من التحليل الاستثماري قبل الشراء

## البدائل السائلة
البدائل السائلة (بالإنجليزية: alts) هي استثمارات بديلة توفر سيولة يومية. يجب أن تنتج الاستثمارات البديلة السائلة عوائد لا صلة لها بنمو الناتج المحلي الإجمالي، ويجب أن تتمتع بحماية ضد مخاطر السوق النظامية ويجب أن تكون صغيرة للغاية بحيث لا تخلق مخاطر نظامية جديدة للسوق. يمكن إدراج المحافظ الوقائية ضمن هذه الفئة؛ ومع ذلك، قد يكون لدى المحافظ الوقائية التقليدية قيود على السيولة، وعادة ما يستخدم المصطلح في صناديق الاستثمار المشتركة المسجلة التي تستخدم استراتيجيات المحافظ الوقائية مثل الاستثمارات في الأسهم طويلة/قصيرة المدى.

### الولايات المتحدة الأمريكية
أصبحت البدائل السائلة شائعة في أواخر عام 2000، حيث نمت من 124 مليار دولار في الأصول تحت الإدارة في عام 2010 إلى 310 مليار دولار في عام 2014. ومع ذلك، في عام 2015، أُضيف 15 مليون دولار فقط، مع 31 صندوق مغلق وضعف كبير للغاية في الأداء من قبل أكبر صندوق للأسهم طويلة/قصيرة المدى في ذلك الوقت، صندوق ماركتفيلد.
في عام 2014، كان هناك ما يقدر بنحو 298 من الصناديق البديلة السائلة ذات استراتيجيات كصناديق الأسهم طويلة/قصيرة المدى والاستثمار المسيّر بالحدث، والقيمة النسبية، والتداول التكتيكي (بما في ذلك العقود الآجلة) والاستراتيجيات المتعددة. لا يشمل هذا الرقم صناديق الدخل من عقود الخيار والبيع المكشوف التكتيكي وصناديق الرفع المالي بمؤشرات البورصة.
أُعرِب عن شكوك حول تعقيدات البدائل السائلة وحول نقص وجود مدراء المحفظة الاستثمارية ذوي الخبرة الكافية. بدأت شركة إيه كيو آر كابيتال، أحد أكبر مديري المحافظ الوقائية في العالم، في منح الأموال في عام 2009، ونمت من 33 مليار دولار في الأصول تحت الإدارة (AUM) في عام 2010 إلى 185 مليار دولار في الأصول تحت الإدارة  في عام 2017 مدفوعة جزئياً بتسويق صناديق الاستثمار المشتركة مثل المنتجات ذات الرسوم المنخفضة. بدءاً من عام 2016، كانت شركة إيه كيو آر كابيتال الرائد الأكبر للبدائل السائلة.